# Kim Thành, Kim Môn
Kim Thành trấn (tiếng Trung: 金城鎮，Jīnchéng Chen) là một thị trấn ở góc tây nam đảo Kim Môn. Đây là huyện lỵ của huyện Kim Môn, tỉnh Phúc Kiến, Trung Hoa Dân Quốc. Thị trấn là thủ phủ của tỉnh Phúc Kiến thuộc Trung Hoa Dân quốc từ năm 1949 đến 1956.